# پایگاه هوایی آوورد
پایگاه هوایی آوورد (به انگلیسی: Avord Air Base) (به زبان بومی: Base Aérienne 702) یک فرودگاه نظامی است که یک باند فرود آسفالت دارد و طول باند آن ۳۵۰۳ متر است. این فرودگاه در کشور فرانسه قرار دارد و در ارتفاع ۱۷۷ متری از سطح دریا واقع شده‌است.